# Aeropuerto de Charleroi Bruselas-Sur
El Aeropuerto de Charleroi Bruselas Sur (IATA: CRL, OACI: EBCI) o Aeropuerto de Charleroi está situado en Charleroi a 46 km al sur del centro de Bruselas (Bélgica). Pese a su nombre, el aeropuerto no se encuentra en la ciudad de Bruselas sino bastante alejado de ella. Sus vuelos son principalmente de las compañías Ryanair y Wizz Air. El 29 de enero de 2008 se inauguró una nueva terminal, dejando la antigua para vuelos de carga. En el año 2010 usaron este aeropuerto 5.195.372 viajeros.

## Historia

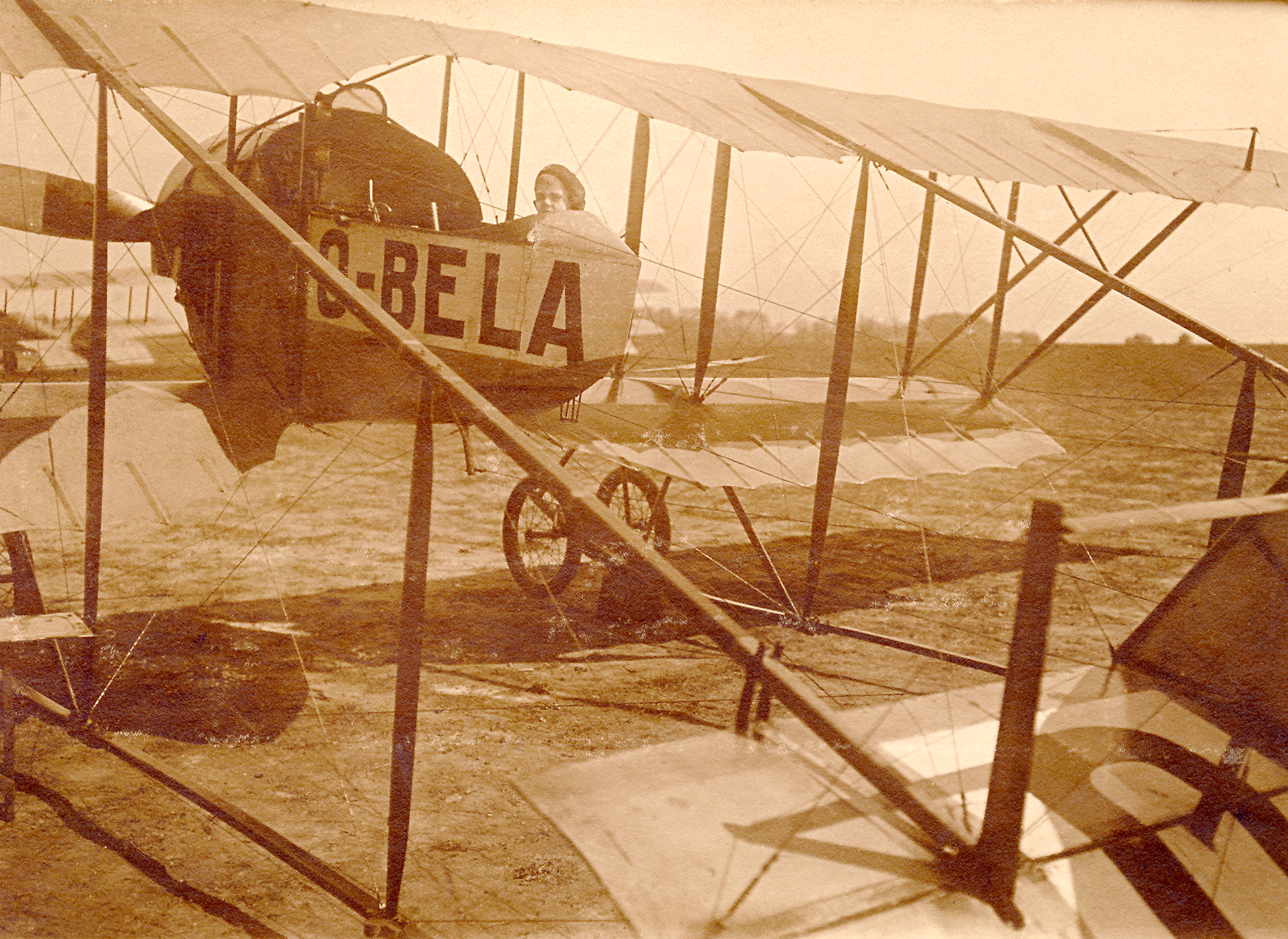
Avión en el aeródromo de Gosselies en 1920.

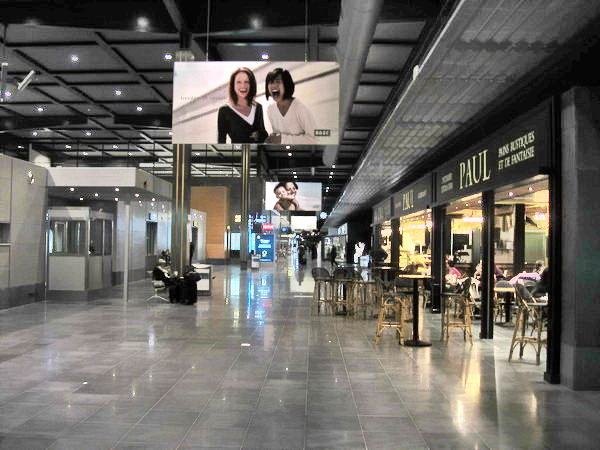
Interior de la terminal.

Las primeras actividades aeronáuticas en Gosselies se sitúan alrededor de 1919 como una escuela de vuelo y actividades de mantenimiento aeronáutico el año siguiente. El fabricante británico de aviones Fairey Aviación estableció una subsidiaria, Avions Fairey, allí (entonces conocido como Mont des Bergers) en 1931.
Durante la Segunda Guerra Mundial, el sitio fue usado como un Lugar de aterrizaje avanzado (A-87) para las fuerzas aéreas aliadas, desde el 14 de septiembre de 1944 hasta el 10 de agosto de 1945.
El aeródromo de Gosselies se convirtió en un aeródromo público después de la Segunda Guerra Mundial, pero las principales actividades del sitio permanecieron siendo las construcciones aeronáuticas (instalación de SABCA en 1954 y SONACA en 1978, tomando el lugar de Fairey).
En la década de 1970, la línea aérea nacional belga Sabena lanzó un servicio aéreo Lieja-Charleroi-Londres, pero esto rápidamente se abandonó a causa de los malos resultados. Gosselies se quedó casi sin tráfico de pasajeros, el aeropuerto se utilizaba principalmente para vuelos privados o de placer, vuelos de entrenamiento y vuelos ocasionales a destinos de ocio en el Mar Mediterráneo o en Argelia.
Las operaciones en Bruselas Sur Charleroi crecieron en la década de 1990, con una nueva estructura de gestión comercial (BSCA - Bruselas Charleroi Sur Aeropuerto) y la llegada de la aerolínea de bajo coste irlandesa Ryanair en 1997, que abrió su primera base continental en Charleroi unos años más tarde.
Aunque criticado por los subsidios pagados por el gobierno valón para ayudar a su instalación, Ryanair abre nuevas rutas desde Bruselas Sur Charleroi (pero también cerraron dos destinos: Londres-Stansted y Liverpool, no obstante Stansted fue reintroducido en junio de 2007 antes de ser suspendido de nuevo). Otras compañías de bajo coste como Ryanair se establecieron más tarde, como Wizz Air. La aerolínea polaca Air Polonia operaba servicios desde aquí a Varsovia y Katowice antes de ir a la quiebra en agosto de 2004.
En septiembre de 2006 se anunció qu ela aerolínea de bajo coste marroquí Jet4you lanzaría tres vuelos semanales a Casablanca (el miércoles, jueves y domingo) a partir del 1 de noviembre de 2006 en cooperación de código compartido con la aerolínea belga Jetairfly.
Una nueva terminal se inauguró en enero de 2008. Cuenta con una capacidad de hasta 5 millones de pasajeros al año, lo que significa que ha alcanzado su capacidad máxima en 2010 (5.195.372 pasajeros).

## Aerolíneas y destinos

### Destinos internacionales
| Ciudades por países    | Nombre del aeropuerto                                   | Aerolíneas                                      |
| África                 | África                                                  | África                                          |
| ---------------------- | ------------------------------------------------------- | ----------------------------------------------- |
| Marruecos              |                                                         |                                                 |
| Agadir                 | Aeropuerto de Agadir-Al Massira                         | Ryanair                                         |
| Esauira                | Aeropuerto de Esauira-Mogador                           | Ryanair                                         |
| Fez                    | Aeropuerto de Fez-Saïss                                 | Ryanair                                         |
| Marrakech              | Aeropuerto de Marrakech-Menara                          | Ryanair                                         |
| Nador                  | Aeropuerto Internacional de Nador                       | Ryanair                                         |
| Rabat                  | Aeropuerto de Rabat-Salé                                | Ryanair                                         |
| Tánger                 | Aeropuerto de Tánger-Ibn Battuta                        | Ryanair                                         |
| Tetuán                 | Aeropuerto de Tetuán-Sania Ramel                        | Ryanair                                         |
| Uchda                  | Aeropuerto de Uchda Angads                              | Ryanair                                         |
| Asia                   |                                                         |                                                 |
| Chipre                 |                                                         |                                                 |
| Pafos                  | Aeropuerto Internacional de Pafos                       | Ryanair (estacional)                            |
| Israel                 |                                                         |                                                 |
| Tel Aviv               | Aeropuerto Internacional Ben Gurión                     | Ryanair                                         |
| Jordania               |                                                         |                                                 |
| Amán                   | Aeropuerto Internacional Reina Alia                     | Ryanair                                         |
| Turquía                |                                                         |                                                 |
| Antalya                | Aeropuerto de Antalya                                   | Pegasus Airlines (estacional)                   |
| Estambul               | Aeropuerto Internacional Sabiha Gökçen                  | Pegasus Airlines                                |
| Europa                 |                                                         |                                                 |
| Albania                |                                                         |                                                 |
| Tirana                 | Aeropuerto Internacional Madre Teresa                   | Ryanair / Wizz Air                              |
| Austria                |                                                         |                                                 |
| Viena                  | Aeropuerto de Viena-Schwechat                           | Ryanair                                         |
| Bosnia y Herzegovina   |                                                         |                                                 |
| Bania Luka             | Aeropuerto Internacional de Bania Luka                  | Ryanair (estacional)                            |
| Sarajevo               | Aeropuerto Internacional de Sarajevo                    | Ryanair                                         |
| Bulgaria               |                                                         |                                                 |
| Sofía                  | Aeropuerto de Sofía                                     | Ryanair / Wizz Air                              |
| Varna                  | Aeropuerto de Varna                                     | Wizz Air                                        |
| Croacia                |                                                         |                                                 |
| Dubrovnik              | Aeropuerto de Dubrovnik                                 | Ryanair                                         |
| Pula                   | Aeropuerto de Pula                                      | Ryanair (estacional)                            |
| Rijeka                 | Aeropuerto de Rijeka                                    | Ryanair (estacional)                            |
| Zadar                  | Aeropuerto de Zadar                                     | Ryanair (estacional)                            |
| Zagreb                 | Aeropuerto de Zagreb-Franjo Tuđman                      | Ryanair                                         |
| Eslovaquia             |                                                         |                                                 |
| Bratislava             | Aeropuerto de Bratislava-Milan Rastislav Štefánik       | Ryanair                                         |
| España                 |                                                         |                                                 |
| Alicante               | Aeropuerto de Alicante-Elche                            | Ryanair                                         |
| Almería                | Aeropuerto de Almería                                   | Ryanair (estacional)                            |
| Asturias               | Aeropuerto de Asturias                                  | Ryanair                                         |
| Barcelona              | Aeropuerto de Barcelona-El Prat                         | Ryanair                                         |
| Castellón              | Aeropuerto de Castellón-Costa Azahar                    | Ryanair                                         |
| Fuerteventura          | Aeropuerto de Fuerteventura                             | Ryanair                                         |
| Gerona                 | Aeropuerto de Gerona                                    | Ryanair                                         |
| Gran Canaria           | Aeropuerto de Gran Canaria                              | Ryanair                                         |
| Ibiza                  | Aeropuerto de Ibiza                                     | Ryanair (estacional)                            |
| Lanzarote              | Aeropuerto César Manrique-Lanzarote                     | Ryanair                                         |
| Madrid                 | Aeropuerto Adolfo Suárez Madrid-Barajas                 | Ryanair                                         |
| Málaga                 | Aeropuerto de Málaga-Costa del Sol                      | Ryanair                                         |
| Menorca                | Aeropuerto de Menorca                                   | Ryanair (estacional)                            |
| Palma de Mallorca      | Aeropuerto de Palma de Mallorca                         | Ryanair                                         |
| Reus                   | Aeropuerto de Reus                                      | Ryanair (estacional)                            |
| Santander              | Aeropuerto de Santander                                 | Ryanair                                         |
| Santiago de Compostela | Aeropuerto de Santiago-Rosalía de Castro                | Ryanair (estacional)                            |
| Sevilla                | Aeropuerto de Sevilla                                   | Ryanair                                         |
| Tenerife               | Aeropuerto de Tenerife-Sur                              | Ryanair                                         |
| Valencia               | Aeropuerto de Valencia                                  | Ryanair                                         |
| Vitoria                | Aeropuerto de Vitoria                                   | Ryanair                                         |
| Zaragoza               | Aeropuerto de Zaragoza                                  | Ryanair                                         |
| Finlandia              |                                                         |                                                 |
| Helsinki               | Aeropuerto de Helsinki-Vantaa                           | Ryanair                                         |
| Rovaniemi              | Aeropuerto de Rovaniemi                                 | Ryanair (estacional)                            |
| Francia                |                                                         |                                                 |
| Ajaccio                | Aeropuerto de Ajaccio-Napoleón Bonaparte                | Air Corsica (estacional)                        |
| Bastia                 | Aeropuerto de Bastia-Poretta                            | Air Corsica (estacional)                        |
| Bergerac               | Aeropuerto de Bergerac                                  | Ryanair (estacional)                            |
| Béziers                | Aeropuerto de Béziers Cap d'Agde                        | Ryanair                                         |
| Biarritz               | Aeropuerto de Biarritz–País Vasco                       | Ryanair                                         |
| Burdeos                | Aeropuerto de Burdeos-Mérignac                          | Volotea (estacional)                            |
| Calvi                  | Aeropuerto de Calvi Sainte-Catherine                    | Air Corsica (estacional)                        |
| Carcasona              | Aeropuerto de Carcasona                                 | Ryanair                                         |
| Figari                 | Aeropuerto de Figari-Sud Corse                          | Air Corsica (estacional) / Ryanair (estacional) |
| La Rochelle            | Aeropuerto de La Rochelle                               | Ryanair (estacional)                            |
| Lourdes                | Aeropuerto de Tarbes-Lourdes-Pirineos                   | Ryanair (estacional)                            |
| Marsella               | Aeropuerto de Marsella-Provenza                         | Ryanair                                         |
| Nantes                 | Aeropuerto de Nantes Atlantique                         | Ryanair                                         |
| Nimes                  | Aeropuerto de Nimes                                     | Ryanair                                         |
| Niza                   | Aeropuerto Internacional de Niza-Costa Azul             | Volotea (estacional)                            |
| Perpiñán               | Aeropuerto de Perpiñán-Rivesaltes                       | Ryanair                                         |
| Rodez                  | Aeropuerto de Rodez-Marcillac                           | Ryanair (estacional)                            |
| Toulouse               | Aeropuerto de Toulouse-Blagnac                          | Ryanair                                         |
| Georgia                |                                                         |                                                 |
| Kutaisi                | Aeropuerto de Kopitnari                                 | Wizz Air                                        |
| Grecia                 |                                                         |                                                 |
| Atenas                 | Aeropuerto Internacional Eleftherios Venizelos          | Ryanair                                         |
| Corfú                  | Aeropuerto Internacional de Corfú-Ioannis Kapodistrias  | Ryanair (estacional)                            |
| Heraclión              | Aeropuerto Internacional de Heraclión Nikos Kazantzakis | Ryanair (estacional)                            |
| La Canea               | Aeropuerto Internacional de La Canea                    | Ryanair (estacional)                            |
| Rodas                  | Aeropuerto Internacional de Rodas-Diágoras              | Ryanair (estacional)                            |
| Salónica               | Aeropuerto Internacional Macedonia                      | Ryanair                                         |
| Volos                  | Aeropuerto de Volos                                     | Ryanair (estacional)                            |
| Hungría                |                                                         |                                                 |
| Budapest               | Aeropuerto de Budapest-Ferenc Liszt                     | Ryanair / Wizz Air                              |
| Irlanda                |                                                         |                                                 |
| Cork                   | Aeropuerto de Cork                                      | Ryanair                                         |
| Dublín                 | Aeropuerto de Dublín                                    | Ryanair                                         |
| Italia                 |                                                         |                                                 |
| Alguer                 | Aeropuerto de Alguer-Fertilia                           | Ryanair (estacional)                            |
| Ancona                 | Aeropuerto de Ancona-Falconara                          | Ryanair                                         |
| Bari                   | Aeropuerto de Bari-Palese                               | Ryanair                                         |
| Bérgamo                | Aeropuerto de Bérgamo-Orio al Serio                     | Ryanair                                         |
| Bolonia                | Aeropuerto de Bolonia                                   | Ryanair                                         |
| Bríndisi               | Aeropuerto de Bríndisi                                  | Ryanair                                         |
| Cagliari               | Aeropuerto de Cagliari-Elmas                            | Ryanair                                         |
| Catania                | Aeropuerto de Catania-Fontanarossa                      | Ryanair                                         |
| Génova                 | Aeropuerto de Génova                                    | Ryanair                                         |
| Lamezia Terme          | Aeropuerto Internacional de Lamezia Terme               | Ryanair                                         |
| Nápoles                | Aeropuerto de Nápoles-Capodichino                       | Ryanair                                         |
| Olbia                  | Aeropuerto de Olbia-Costa Smeralda                      | Ryanair (estacional)                            |
| Palermo                | Aeropuerto de Palermo-Punta Raisi                       | Ryanair                                         |
| Perugia                | Aeropuerto de Perugia                                   | Ryanair (estacional)                            |
| Pescara                | Aeropuerto de Pescara-Abruzzo                           | Ryanair                                         |
| Pisa                   | Aeropuerto de Pisa                                      | Ryanair                                         |
| Regio de Calabria      | Aeropuerto de Regio de Calabria                         | Ryanair                                         |
| Roma                   | Aeropuerto de Roma-Ciampino                             | Ryanair                                         |
| Roma                   | Aeropuerto de Roma-Fiumicino                            | Ryanair                                         |
| Salerno                | Aeropuerto de Salerno                                   | Ryanair                                         |
| Trapani                | Aeropuerto de Trapani-Birgi                             | Ryanair (estacional)                            |
| Treviso                | Aeropuerto de Sant'Angelo Treviso                       | Ryanair                                         |
| Trieste                | Aeropuerto de Trieste - Friuli Venezia Giulia           | Ryanair                                         |
| Turín                  | Aeropuerto de Turín-Caselle                             | Ryanair                                         |
| Letonia                |                                                         |                                                 |
| Riga                   | Aeropuerto Internacional de Riga                        | Ryanair                                         |
| Lituania               |                                                         |                                                 |
| Kaunas                 | Aeropuerto de Kaunas                                    | Ryanair                                         |
| Macedonia del Norte    |                                                         |                                                 |
| Skopie                 | Aeropuerto de Skopie                                    | Wizz Air                                        |
| Malta                  |                                                         |                                                 |
| Malta                  | Aeropuerto Internacional de Malta                       | Ryanair                                         |
| Moldavia               |                                                         |                                                 |
| Chisináu               | Aeropuerto Internacional de Chisináu                    | Wizz Air                                        |
| Montenegro             |                                                         |                                                 |
| Podgorica              | Aeropuerto de Podgorica                                 | Ryanair (estacional)                            |
| Polonia                |                                                         |                                                 |
| Breslavia              | Aeropuerto de Breslavia-Copérnico                       | Ryanair                                         |
| Cracovia               | Aeropuerto de Cracovia-Juan Pablo II                    | Ryanair                                         |
| Katowice               | Aeropuerto Internacional de Katowice                    | Ryanair                                         |
| Łódź                   | Aeropuerto de Łódź-Władysław Reymont                    | Ryanair                                         |
| Poznan                 | Aeropuerto de Poznan-Ławica (Polonia)                   | Ryanair                                         |
| Varsovia               | Aeropuerto de Varsovia-Chopin                           | Ryanair / Wizz Air                              |
| Varsovia               | Aeropuerto de Varsovia-Modlin                           | Ryanair                                         |
| Portugal               |                                                         |                                                 |
| Faro                   | Aeropuerto de Faro                                      | Ryanair                                         |
| Funchal                | Aeropuerto de Madeira                                   | Ryanair                                         |
| Lisboa                 | Aeropuerto de Lisboa                                    | Ryanair                                         |
| Oporto                 | Aeropuerto de Oporto-Francisco Sá Carneiro              | Ryanair                                         |
| Reino Unido            |                                                         |                                                 |
| Edimburgo              | Aeropuerto de Edimburgo                                 | Ryanair                                         |
| Glasgow                | Aeropuerto Internacional de Glasgow                     | Ryanair (estacional)                            |
| Mánchester             | Aeropuerto de Mánchester                                | Ryanair                                         |
| República Checa        |                                                         |                                                 |
| Praga                  | Aeropuerto de Praga                                     | Ryanair                                         |
| Rumania                |                                                         |                                                 |
| Bucarest               | Aeropuerto Internacional de Bucarest-Henri Coandă       | Ryanair / Wizz Air                              |
| Cluj-Napoca            | Aeropuerto de Cluj-Napoca                               | Ryanair / Wizz Air                              |
| Craiova                | Aeropuerto de Craiova                                   | Wizz Air                                        |
| Iași                   | Aeropuerto Internacional de Iași                        | Ryanair / Wizz Air                              |
| Suceava                | Aeropuerto de Suceava                                   | Wizz Air (inicia el 16 de diciembre de 2025)    |
| Timișoara              | Aeropuerto Internacional de Timişoara-Traian Vuia       | Wizz Air                                        |
| Suecia                 |                                                         |                                                 |
| Estocolmo              | Aeropuerto de Estocolmo-Arlanda                         | Ryanair                                         |
| Gotemburgo             | Aeropuerto de Gotemburgo-Landvetter                     | Ryanair                                         |

## Estadísticas

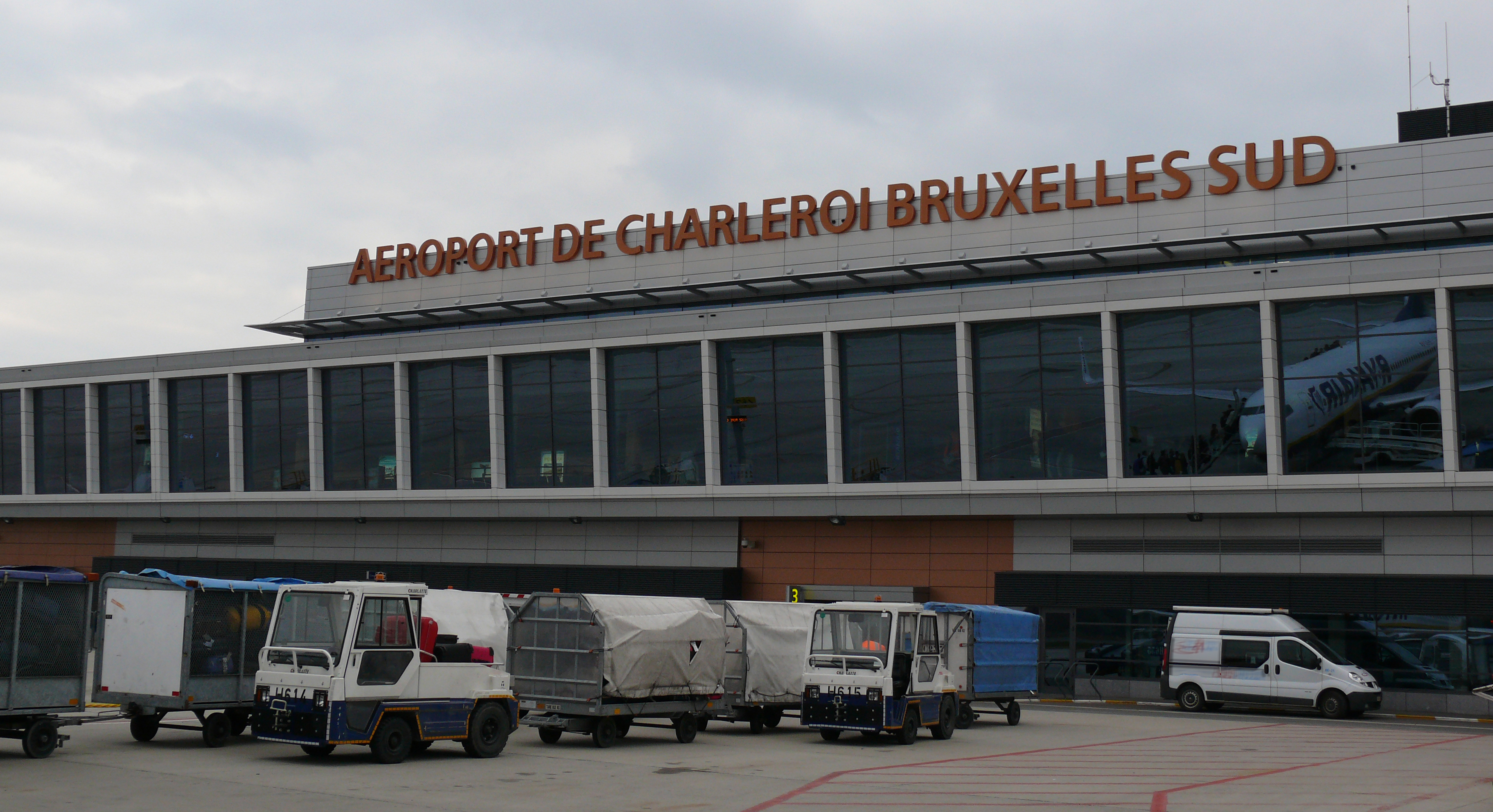
Vista exterior de la terminal.

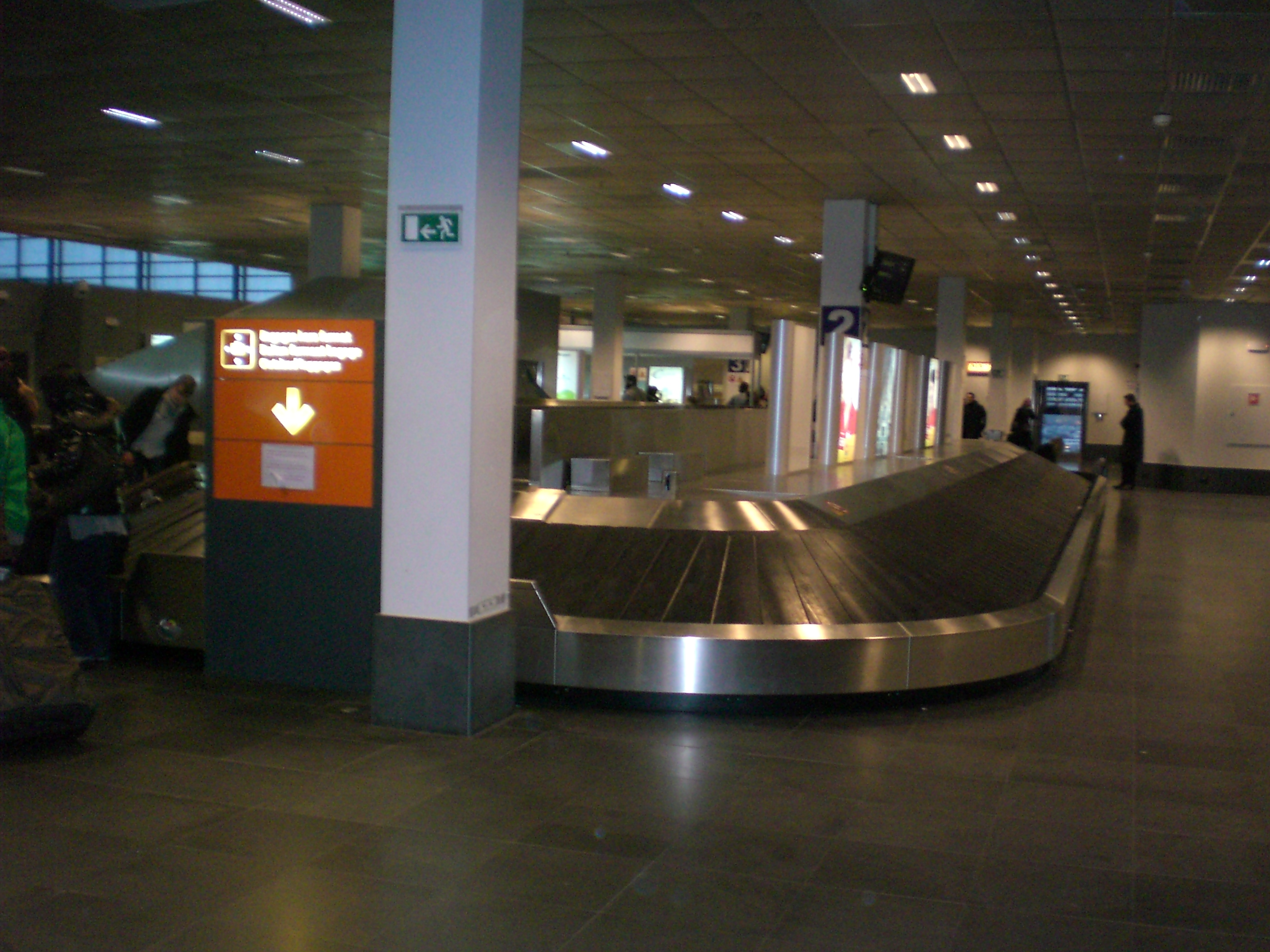
Vista de una cinta de recogida de equipajes.

### Pasajeros
Ver fuente y consulta Wikidata.
| Año  | Pasajeros | Evolución |
| ---- | --------- | --------- |
| 2001 | 773 431   | -         |
| 2002 | 1 271 979 | 64,45%    |
| 2003 | 1 803 587 | 41,19%    |
| 2004 | 2 034 797 | 12,81%    |
| 2005 | 1 873 349 | 8,61%     |
| 2006 | 2 166 360 | 15,64%    |
| 2007 | 2 458 255 | 13,47%    |
| 2008 | 2 957 026 | 20,28%    |
| 2009 | 3 937 187 | 33,14%    |
| 2010 | 5 195 372 | 32%       |
| 2011 | 5 901 007 | 15,18%    |
| 2012 | 6 516 427 | 10,43 %   |
| 2013 | 6 786 163 | 3,97%     |

### Operaciones
20
98|| 62 539|| -

| Año  | Movimientos | Evolución |
| ---- | ----------- | --------- |
| 1999 | 60 060      | -         |
| 2000 | 57 042      | -         |
| 2001 | 57 216      | -         |
| 2002 | 64 237      |           |
| 2003 | 63 140      |           |
| 2004 | 65 952      |           |
| 2005 | 61 212      |           |
| 2006 | 66 480      |           |
| 2007 | 70 725      |           |
| 2008 | 79 487      |           |
| 2009 | 81 726      |           |
| 2010 | 80 009      |           |
| 2011 | 85 597      |           |
| 2012 | 84 313      |           |
| 2013 | 83 933      |           |

## Accesos

### Autobús
Existe un servicio de autobús directo desde el aeropuerto de Charleroi hasta la capital belga, Bruselas. Los autobuses parten directamente desde la terminal del aeropuerto y llegan hasta la estación de Gare du Midi. Otra opción es dirigirse a Charleroi en el autobús urbano que enlaza la ciudad con el aeropuerto y allí tomar un tren.

### Tren
Un autobús especial conecta el aeropuerto con la estación de ferrocarril sur de Charleroi.

### Coche
El aeropuerto es accesible por autopista desde Bruselas, Lieja y Lille.

## Accidentes e incidentes
A 8 de abril de 2011, un F-16 holandés tuvo que efectuar un aterrizaje de emergencia tras sufrir un fallo técnico de uno de sus trenes de aterrizaje. El avión aterrizó sobre su panza. El piloto no resultó herido.
El 9 de febrero de 2013 una Cessna se estrelló en las cercanías del aeropuertos, causando 5 muertes (por confirmar) y obligando a cerrar el aeropuerto.